# خوان ميغيل ميركادو
خوان ميغيل ميركادو (بالإسبانية: Juan Miguel Mercado)‏ ولد بتاريخ 7 يوليو 1978 في غرناطة، إسبانيا، هو دراج إسباني في صنف سباق الدراجات على الطريق.

## سجل النتائج

### سباقات أو مراحل فاز بها
- طواف فرنسا
- طواف إسبانيا

## روابط خارجية
- خوان ميغيل ميركادو على موقع أرشيف الدراجات (الإنجليزية)
- خوان ميغيل ميركادو على موقع إحصائيات الدراجات الإحترافية (الإنجليزية)
- خوان ميغيل ميركادو على موقع نسبة الدراجات (الإنجليزية)